# رود سیدر (شهرستان گلدوین، میشیگان)
رود سیدر (به انگلیسی: Cedar River) رود‌ی است که در ایالات متحده آمریکا جریان دارد.